# Llista de l'art rupestre de l'arc mediterrani a la província de Castelló
Llista d'abrics i coves de la província de Castelló inclosos per la UNESCO en l'art rupestre de l'arc mediterrani de la península Ibèrica declarat Patrimoni de la Humanitat. Els jaciments del barranc de la Valltorta i del barranc de Gassulla formen el Parc Cultural de la Valltorta-Gassulla que té com a centre d'acollida el Museu de la Valltorta amb reproduccions de les pintures rupestres i visites guiades.
Els estils rupestres dominants són l'art llevantí i l'art esquemàtic. Tots els jaciments estan declarats béns d'interés cultural i se n'indica el seu codi així com el número d'identificació com a Patrimoni de la Humanitat.
| Monument                                                                   | Prot.?     | Estil/època                                     | Localització                                             | Coordenades                                          | Codi?               | Imatge |
| -------------------------------------------------------------------------- | ---------- | ----------------------------------------------- | -------------------------------------------------------- | ---------------------------------------------------- | ------------------- | --- |
| Abric de la Mostela                                                        | PH 874-260 | Llevantí 10 figures: antropomorfs, zoomorfs     | Albocàsser                                               | 40° 25′ 07″ N, 0° 07′ 05″ E / 40.418528°N,0.118172°E | RI-51-0009874       | Carregueu una nova foto d'aquest monument                                                                                              |
| Cingle de l'Ermità, abric III                                              | PH 874-261 | Llevantí 1 figura: indeterminat                 | Albocàsser Barranc Fondo, la Valltorta                   | 40° 23′ 56″ N, 0° 03′ 02″ E / 40.398819°N,0.050687°E | RI-51-0009877       | Carregueu una nova foto d'aquest monument                                                                                              |
| Abric Mas de la Roca o Roca dels Ermitans                                  | PH 874-262 | Llevantí 1 figura: zoomorf                      | Sant Mateu                                               | 40° 28′ 34″ N, 0° 06′ 44″ E / 40.476044°N,0.112169°E | RI-51-0009914       | Carregueu una nova foto d'aquest monument                                                                                              |
| Abric de la Bonança                                                        | PH 874-263 | Esquemàtic 6 figures: geomètrics                | Sant Mateu                                               | 40° 29′ 00″ N, 0° 07′ 12″ E / 40.483438°N,0.120103°E | RI-51-0009915       | Carregueu una nova foto d'aquest monument                                                                                              |
| Mas de Torres                                                              | PH 874-264 | Llevantí 3 figures: antropomorfs, zoomorfs      | Catí                                                     |                                                      | RI-51-0009871       | Carregueu una nova foto d'aquest monument                                                                                              |
| Cingle de l'Ermità, abric IV                                               | PH 874-265 | Llevantí 10 figures: antropomorfs, zoomorfs     | Albocàsser Barranc Fondo, la Valltorta                   | 40° 23′ 56″ N, 0° 03′ 02″ E / 40.398819°N,0.050687°E | RI-51-0009878       | Carregueu una nova foto d'aquest monument                                                                                              |
| Cingle de l'Ermità, abric V                                                | PH 874-266 | Llevantí 4 figures: antropomorfs                | Albocàsser Barranc Fondo, la Valltorta                   | 40° 23′ 56″ N, 0° 03′ 02″ E / 40.398819°N,0.050687°E | RI-51-0009879       | Carregueu una nova foto d'aquest monument                                                                                              |
| Coveta de Montegordo                                                       | PH 874-267 | Llevantí 5 figures: antropomorfs, zoomorfs      | Albocàsser Barranc de la Valltorta                       | 40° 24′ 11″ N, 0° 02′ 15″ E / 40.402994°N,0.037523°E | RI-51-0006888       | Carregueu una nova foto d'aquest monument                                                                                              |
| Cingle del Mas d'en Salvador, abric I                                      | PH 874-268 | Llevantí 1 figura: zoomorf                      | Albocàsser Barranc de la Valltorta                       | 40° 23′ 36″ N, 0° 02′ 42″ E / 40.393259°N,0.045027°E | RI-51-0006889       | Carregueu una nova foto d'aquest monument                                                                                              |
| Cingle del Mas d'en Salvador, abric II                                     | PH 874-269 | Llevantí 10 figures: antropomorfs, zoomorfs     | Albocàsser Barranc de la Valltorta                       | 40° 23′ 36″ N, 0° 02′ 42″ E / 40.393259°N,0.045027°E | RI-51-0009880       | Carregueu una nova foto d'aquest monument                                                                                              |
| Cingle del Mas d'en Salvador, abric III                                    | PH 874-270 | Llevantí 35 figures: antropomorfs, zoomorfs     | Albocàsser Barranc de la Valltorta                       | 40° 23′ 36″ N, 0° 02′ 42″ E / 40.393259°N,0.045027°E | RI-51-0009881       | Carregueu una nova foto d'aquest monument                                                                                              |
| Cingle del Mas d'en Salvador, abric IV                                     | PH 874-271 | Llevantí 11 figures: antropomorfs, zoomorfs     | Albocàsser Barranc de la Valltorta                       | 40° 23′ 36″ N, 0° 02′ 42″ E / 40.393259°N,0.045027°E | RI-51-0009882       | Carregueu una nova foto d'aquest monument                                                                                              |
| Cingle del Mas d'en Salvador, abric V                                      | PH 874-272 | Llevantí 9 figures: antropomorfs, zoomorfs      | Albocàsser Barranc de la Valltorta                       | 40° 23′ 36″ N, 0° 02′ 42″ E / 40.393259°N,0.045027°E | RI-51-0009883       | Carregueu una nova foto d'aquest monument                                                                                              |
| Cova de l'Arc                                                              | PH 874-273 | Llevantí 2 figures: antropomorfs, zoomorfs      | Tírig Barranc de la Valltorta                            | 40° 23′ 54″ N, 0° 04′ 06″ E / 40.398378°N,0.068347°E | RI-51-0006896       | Carregueu una nova foto d'aquest monument                                                                                              |
| Abric del Barranc d'en Cabrera                                             | PH 874-274 | Llevantí 4 figures: antropomorfs, zoomorfs      | Albocàsser                                               | 40° 24′ 28″ N, 0° 06′ 59″ E / 40.407688°N,0.116268°E | RI-51-0009884       | Carregueu una nova foto d'aquest monument                                                                                              |
| Cova de la Taruga                                                          | PH 874-275 | Llevantí 2 figures: zoomorf, antropomorf        | Tírig Barranc de la Valltorta                            | 40° 23′ 45″ N, 0° 04′ 11″ E / 40.395714°N,0.069651°E | RI-51-0006898       | Carregueu una nova foto d'aquest monument                                                                                              |
| Cova del Rull                                                              | PH 874-276 | Llevantí 13 figures: antropomorfs, zoomorfs     | Tírig Barranc de la Valltorta                            | 40° 24′ 00″ N, 0° 03′ 53″ E / 40.400098°N,0.06478°E  | RI-51-0006895       | Carregueu una nova foto d'aquest monument                                                                                              |
| Cova dels Cavalls                                                          | PH 874-277 | Llevantí 86 figures: antropomorfs, zoomorfs     | Tírig Barranc de la Valltorta                            | 40° 23′ 57″ N, 0° 04′ 06″ E / 40.399269°N,0.068326°E | RI-51-0000281       | Cova dels Cavalls (Tírig) · Vegeu més fotos d'aquest monument · Carregueu una nova foto d'aquest monument                              |
| Coves del Civil o de Ribasals, abric I                                     | PH 874-278 | Llevantí 1 figura: zoomorf                      | Tírig Barranc de la Valltorta                            | 40° 24′ 00″ N, 0° 03′ 07″ E / 40.399869°N,0.051833°E | RI-51-0000280       | Coves del Civil, abric I (Tírig) · Vegeu més fotos d'aquest monument · Carregueu una nova foto d'aquest monument                       |
| Coves del Civil o de Ribasals, abric II                                    | PH 874-279 | Llevantí 1 figura: zoomorf                      | Tírig Barranc de la Valltorta                            | 40° 24′ 00″ N, 0° 03′ 07″ E / 40.399869°N,0.051951°E | RI-51-0009916       | Coves del Civil, abric II (Tírig) · Vegeu més fotos d'aquest monument · Carregueu una nova foto d'aquest monument                      |
| Coves del Civil o de Ribasals, abric III                                   | PH 874-280 | Llevantí 144 figures: antropomorfs, zoomorfs    | Tírig Barranc de la Valltorta                            | 40° 24′ 00″ N, 0° 03′ 08″ E / 40.399869°N,0.052186°E | RI-51-0009917       | Coves del Civil, abric III (Tírig) · Vegeu més fotos d'aquest monument · Carregueu una nova foto d'aquest monument                     |
| L'Arc                                                                      | PH 874-281 | Macroesquemàtic Indeterminat                    | Tírig Barranc de la Valltorta                            | 40° 23′ 54″ N, 0° 04′ 06″ E / 40.398374°N,0.068347°E | RI-51-0006897       | Carregueu una nova foto d'aquest monument                                                                                              |
| Cova dels Tolls Alts                                                       | PH 874-282 | Llevantí 22 figures: antropomorfs, zoomorfs     | Tírig Barranc de la Valltorta                            | 40° 23′ 40″ N, 0° 03′ 29″ E / 40.394517°N,0.057951°E | RI-51-0006894       | Carregueu una nova foto d'aquest monument                                                                                              |
| Calçaes del Matà, Calçades del Matà                                        | PH 874-283 | Llevantí 26 figures: antropomorfs, zoomorfs     | Les Coves de Vinromà Barranc de la Valltorta             | 40° 23′ 27″ N, 0° 05′ 32″ E / 40.390869°N,0.09224°E  | RI-51-0009903       | Carregueu una nova foto d'aquest monument                                                                                              |
| Cova Alta del Llidoner                                                     | PH 874-284 | Llevantí 26 figures: antropomorfs, zoomorfs     | Les Coves de Vinromà Barranc de la Valltorta             |                                                      | RI-51-0009904       | Carregueu una nova foto d'aquest monument                                                                                              |
| Cova de Centelles, abric I                                                 | PH 874-285 | Llevantí 1 figura: zoomorf                      | Albocàsser Barranc de Sant Miquel, la Valltorta          | 40° 25′ 10″ N, 0° 00′ 31″ E / 40.419349°N,0.008529°E | RI-51-0009885       | Carregueu una nova foto d'aquest monument                                                                                              |
| Coves de la Saltadora, abric I                                             | PH 874-286 | Llevantí 6 figures: antropomorfs, zoomorfs      | Les Coves de Vinromà Barranc de la Valltorta             | 40° 23′ 27″ N, 0° 05′ 19″ E / 40.390787°N,0.088597°E | RI-51-0000282       | Carregueu una nova foto d'aquest monument                                                                                              |
| Coves de la Saltadora, abric VI                                            | PH 874-287 | Llevantí 6 figures: antropomorfs, zoomorfs      | Les Coves de Vinromà Barranc de la Valltorta             | 40° 23′ 27″ N, 0° 05′ 19″ E / 40.390787°N,0.088597°E | RI-51-0009905       | Carregueu una nova foto d'aquest monument                                                                                              |
| Coves de la Saltadora, abric VII                                           | PH 874-288 | Llevantí 23 figures: antropomorfs, zoomorfs     | Les Coves de Vinromà Barranc de la Valltorta             | 40° 23′ 27″ N, 0° 05′ 19″ E / 40.390787°N,0.088597°E | RI-51-0009906       | Carregueu una nova foto d'aquest monument                                                                                              |
| Coves de la Saltadora, abric IX                                            | PH 874-289 | Llevantí 22 figures: antropomorfs, zoomorfs     | Les Coves de Vinromà Barranc de la Valltorta             | 40° 23′ 27″ N, 0° 05′ 19″ E / 40.390787°N,0.088597°E | RI-51-0009907       | Coves de la Saltadora, abric IX (les Coves de Vinromà) · Carregueu una nova foto d'aquest monument                                     |
| Coves de la Saltadora, abric XIII                                          | PH 874-290 | Llevantí 22 figures: antropomorfs, zoomorfs     | Les Coves de Vinromà Barranc de la Valltorta             | 40° 23′ 27″ N, 0° 05′ 19″ E / 40.390787°N,0.088597°E | RI-51-0009909       | Carregueu una nova foto d'aquest monument                                                                                              |
| Coves de la Saltadora, abric XIV                                           | PH 874-291 | Llevantí 7 figures: antropomorfs, zoomorfs      | Les Coves de Vinromà Barranc de la Valltorta             | 40° 23′ 27″ N, 0° 05′ 19″ E / 40.390787°N,0.088597°E | RI-51-0009910       | Carregueu una nova foto d'aquest monument                                                                                              |
| Coves de la Saltadora, abric XII                                           | PH 874-292 | Llevantí 36 figures: antropomorfs, zoomorfs     | Les Coves de Vinromà Barranc de la Valltorta             | 40° 23′ 27″ N, 0° 05′ 19″ E / 40.390787°N,0.088597°E | RI-51-0009908       | Carregueu una nova foto d'aquest monument                                                                                              |
| Mas d'en Josep, abric I                                                    | PH 874-293 | Llevantí 4 figures: antropomorfs, zoomorfs      | Tírig Barranc de la Valltorta                            | 40° 23′ 33″ N, 0° 05′ 02″ E / 40.39245°N,0.083947°E  | RI-51-0006899       | Mas d'en Josep, abric I (Tírig) · Modifica el valor a Wikidata · Carregueu una nova foto d'aquest monument                             |
| Mas d'en Josep, abric II                                                   | PH 874-294 | Llevantí 27 figures: antropomorfs, zoomorfs     | Tírig Barranc de la Valltorta                            | 40° 23′ 33″ N, 0° 05′ 02″ E / 40.39245°N,0.083947°E  | RI-51-0009918       | Carregueu una nova foto d'aquest monument                                                                                              |
| Cova Gran del Puntal                                                       | PH 874-295 | Llevantí 22 figures: antropomorfs, zoomorfs     | Albocàsser Barranc de la Valltorta                       | 40° 23′ 17″ N, 0° 05′ 07″ E / 40.387988°N,0.085299°E | RI-51-0006892       | Carregueu una nova foto d'aquest monument                                                                                              |
| Cova de Centelles, abric II                                                | PH 874-296 | Llevantí 10 figures: antropomorfs, zoomorfs     | Albocàsser Barranc de Sant Miquel, la Valltorta          | 40° 25′ 10″ N, 0° 00′ 31″ E / 40.419349°N,0.008529°E | RI-51-0009886       | Carregueu una nova foto d'aquest monument                                                                                              |
| Cingle dels Tolls del Puntal                                               | PH 874-297 | Llevantí 14 figures: antropomorfs, zoomorfs     | Albocàsser Barranc de la Valltorta                       | 40° 23′ 14″ N, 0° 05′ 12″ E / 40.387118°N,0.086528°E | RI-51-0006891       | Carregueu una nova foto d'aquest monument                                                                                              |
| Covetes del Puntal, abric I                                                | PH 874-298 | Llevantí 52 figures: indeterminat               | Albocàsser Barranc de la Valltorta                       | 40° 23′ 14″ N, 0° 05′ 07″ E / 40.387085°N,0.085352°E | RI-51-0006893       | Carregueu una nova foto d'aquest monument                                                                                              |
| Covetes del Puntal, abric II                                               | PH 874-299 | Llevantí 52 figures: antropomorfs, zoomorfs     | Albocàsser Barranc de la Valltorta                       | 40° 23′ 14″ N, 0° 05′ 07″ E / 40.387085°N,0.085352°E | RI-51-0009890       | Carregueu una nova foto d'aquest monument                                                                                              |
| Covetes del Puntal, abric III                                              | PH 874-300 | Llevantí 16 figures: antropomorfs, zoomorfs     | Albocàsser Barranc de la Valltorta                       | 40° 23′ 14″ N, 0° 05′ 07″ E / 40.387085°N,0.085352°E | RI-51-0009891       | Carregueu una nova foto d'aquest monument                                                                                              |
| Covetes del Puntal, abric IV                                               | PH 874-301 | Llevantí 12 figures: antropomorfs, zoomorfs     | Albocàsser Barranc de la Valltorta                       | 40° 23′ 14″ N, 0° 05′ 07″ E / 40.387085°N,0.085352°E | RI-51-0009892       | Carregueu una nova foto d'aquest monument                                                                                              |
| Covetes del Puntal, abric V                                                | PH 874-302 | Llevantí 20 figures: antropomorfs, zoomorfs     | Albocàsser Barranc de la Valltorta                       | 40° 23′ 14″ N, 0° 05′ 07″ E / 40.387085°N,0.085352°E | RI-51-0009893       | Carregueu una nova foto d'aquest monument                                                                                              |
| Abric de les Dogues                                                        | PH 874-302 | Llevantí 38 figures: antropomorfs               | Ares del Maestrat                                        | 40° 23′ 16″ N, 0° 06′ 57″ O / 40.38787°N,0.115953°O  | RI-51-0008782       | Carregueu una nova foto d'aquest monument                                                                                              |
| Abric del Mas Blanc                                                        | PH 874-304 | Llevantí 2 figures: antropomorf, zoomorf        | Ares del Maestrat                                        | 40° 25′ 08″ N, 0° 05′ 41″ O / 40.418834°N,0.094586°O | RI-51-0008781       | Carregueu una nova foto d'aquest monument                                                                                              |
| Barranc del Puig, abric I                                                  | PH 874-305 | Esquemàtic 5 figures: geomètrics                | Ares del Maestrat                                        | 40° 23′ 33″ N, 0° 05′ 11″ O / 40.392507°N,0.086309°O | RI-51-0008789       | Carregueu una nova foto d'aquest monument                                                                                              |
| Barranc del Puig, abric II                                                 | PH 874-306 | Esquemàtic Geomètrics                           | Ares del Maestrat                                        | 40° 23′ 33″ N, 0° 05′ 11″ O / 40.392507°N,0.086309°O | RI-51-0008790       | Carregueu una nova foto d'aquest monument                                                                                              |
| Cova de Centelles, abric III                                               | PH 874-307 | Llevantí 30 figures: antropomorfs, zoomorfs     | Albocàsser Barranc de Sant Miquel, la Valltorta          | 40° 25′ 10″ N, 0° 00′ 31″ E / 40.419341°N,0.008529°E | RI-51-0009887       | Carregueu una nova foto d'aquest monument                                                                                              |
| Cingle de la Mola Remígia, abric I, o Cingle del Mas Nou                   | PH 874-308 | Llevantí 8 figures: antropomorfs, zoomorfs      | Ares del Maestrat Barranc de Gassulla                    | 40° 25′ 20″ N, 0° 07′ 09″ O / 40.422171°N,0.11921°O  | RI-55-0000065-00021 | Carregueu una nova foto d'aquest monument                                                                                              |
| Cingle de la Mola Remígia, abric II, o Cingle del Mas Nou                  | PH 874-309 | Llevantí 7 figures: antropomorfs, zoomorfs      | Ares del Maestrat Barranc de Gassulla                    | 40° 25′ 16″ N, 0° 07′ 05″ O / 40.421223°N,0.118055°O | RI-55-0000065-00022 | Carregueu una nova foto d'aquest monument                                                                                              |
| Cingle de la Mola Remígia, abric III, o Cingle del Mas Nou                 | PH 874-310 | Llevantí 11 figures: antropomorfs, zoomorfs     | Ares del Maestrat Barranc de Gassulla                    | 40° 25′ 20″ N, 0° 07′ 09″ O / 40.422171°N,0.11921°O  | RI-55-0000065-00023 | Cingle de la Mola Remígia, abric III (Ares del Maestrat) · Carregueu una nova foto d'aquest monument                                   |
| Cingle de la Mola Remígia, abric IV, o Cingle del Mas Nou                  | PH 874-311 | Llevantí 49 figures: antropomorfs, zoomorfs     | Ares del Maestrat Barranc de Gassulla                    | 40° 25′ 20″ N, 0° 07′ 09″ O / 40.422171°N,0.11921°O  | RI-55-0000065-00024 | Carregueu una nova foto d'aquest monument                                                                                              |
| Cingle de la Mola Remígia, abric V, o Cingle del Mas Nou                   | PH 874-312 | Llevantí 20 figures: antropomorfs, zoomorfs     | Ares del Maestrat Barranc de Gassulla                    | 40° 25′ 20″ N, 0° 07′ 09″ O / 40.422171°N,0.11921°O  | RI-55-0000065-00025 | Carregueu una nova foto d'aquest monument                                                                                              |
| Cingle de la Mola Remígia, abric VI, o Cingle del Mas Nou                  | PH 874-313 | Llevantí 58 figures: antropomorfs, zoomorfs     | Ares del Maestrat Barranc de Gassulla                    | 40° 25′ 20″ N, 0° 07′ 09″ O / 40.422171°N,0.11921°O  | RI-55-0000065-00026 | Carregueu una nova foto d'aquest monument                                                                                              |
| Cingle de la Mola Remígia, abric VIII, o Cingle del Mas Nou                | PH 874-314 | Llevantí 72 figures: antropomorfs, zoomorfs     | Ares del Maestrat Barranc de Gassulla                    | 40° 25′ 00″ N, 0° 07′ 10″ O / 40.416763°N,0.119424°O | RI-55-0000065-00028 | Carregueu una nova foto d'aquest monument                                                                                              |
| Cingle de la Mola Remígia, abric IX, o Cingle del Mas Nou                  | PH 874-315 | Llevantí 47 figures: antropomorfs, zoomorfs     | Ares del Maestrat Barranc de Gassulla                    | 40° 25′ 20″ N, 0° 07′ 09″ O / 40.422171°N,0.11921°O  | RI-55-0000065-00029 | Carregueu una nova foto d'aquest monument                                                                                              |
| Cingle de la Mola Remígia, abric X, o Cingle del Mas Nou                   | PH 874-316 | Llevantí 86 figures: antropomorfs, zoomorfs     | Ares del Maestrat Barranc de Gassulla                    | 40° 25′ 20″ N, 0° 07′ 09″ O / 40.422171°N,0.11921°O  | RI-55-0000065-00210 | Cingle de la Mola Remígia, abric X (Ares del Maestrat) · Vegeu més fotos d'aquest monument · Carregueu una nova foto d'aquest monument |
| Cingle del Puig                                                            | PH 874-317 | Esquemàtic 5 figures: geomètrics                | Ares del Maestrat                                        | 40° 25′ 20″ N, 0° 07′ 09″ O / 40.422171°N,0.11921°O  | RI-51-0009894       | Carregueu una nova foto d'aquest monument                                                                                              |
| Cova de Centelles, abric IV                                                | PH 874-318 | Llevantí 50 figures: antropomorfs, zoomorfs     | Albocàsser Barranc de Sant Miquel, la Valltorta          | 40° 25′ 10″ N, 0° 00′ 31″ E / 40.419349°N,0.008529°E | RI-51-0009888       | Carregueu una nova foto d'aquest monument                                                                                              |
| Cova Remígia, abric I                                                      | PH 874-319 | Llevantí 8 figures: antropomorfs, zoomorfs      | Ares del Maestrat Barranc de Gassulla                    | 40° 25′ 17″ N, 0° 07′ 13″ O / 40.421289°N,0.120412°O | RI-55-0000065-00011 | Cova Remígia, abric I (Ares del Maestrat) · Vegeu més fotos d'aquest monument · Carregueu una nova foto d'aquest monument              |
| Cova Remígia, abric II                                                     | PH 874-320 | Llevantí 18 figures: antropomorfs, zoomorfs     | Ares del Maestrat Barranc de Gassulla                    | 40° 25′ 17″ N, 0° 07′ 13″ O / 40.421289°N,0.120412°O | RI-55-0000065-00012 | Cova Remígia, abric II (Ares del Maestrat) · Vegeu més fotos d'aquest monument · Carregueu una nova foto d'aquest monument             |
| Cova Remígia, abric III                                                    | PH 874-321 | Llevantí 62 figures: antropomorfs, zoomorfs     | Ares del Maestrat Barranc de Gassulla                    | 40° 25′ 17″ N, 0° 07′ 13″ O / 40.421289°N,0.120412°O | RI-55-0000065-00013 | Cova Remígia, abric III (Ares del Maestrat) · Vegeu més fotos d'aquest monument · Carregueu una nova foto d'aquest monument            |
| Cova Remígia, abric IV                                                     | PH 874-322 | Llevantí 53 figures: antropomorfs, zoomorfs     | Ares del Maestrat Barranc de Gassulla                    | 40° 25′ 17″ N, 0° 07′ 13″ O / 40.421289°N,0.120412°O | RI-55-0000065-00014 | Cova Remígia, abric IV (Ares del Maestrat) · Vegeu més fotos d'aquest monument · Carregueu una nova foto d'aquest monument             |
| Cova Remígia, abric V                                                      | PH 874-323 | Llevantí 93 figures: antropomorfs, zoomorfs     | Ares del Maestrat Barranc de Gassulla                    | 40° 25′ 17″ N, 0° 07′ 13″ O / 40.421289°N,0.120412°O | RI-55-0000065-00015 | Cova Remígia, abric V (Ares del Maestrat) · Vegeu més fotos d'aquest monument · Carregueu una nova foto d'aquest monument              |
| Cova Remígia, abric VI                                                     | PH 874-324 | Llevantí 7 figures: antropomorfs, zoomorfs      | Ares del Maestrat Barranc de Gassulla                    | 40° 25′ 17″ N, 0° 07′ 13″ O / 40.421289°N,0.120412°O | RI-55-0000065-00016 | Cova Remígia, abric VI (Ares del Maestrat) · Vegeu més fotos d'aquest monument · Carregueu una nova foto d'aquest monument             |
| El Cireral, Cantalar del Mas del Cireral o de les Cireres                  | PH 874-325 | Esquemàtic 1 figura: geomètric                  | Ares del Maestrat                                        | 40° 25′ 17″ N, 0° 07′ 05″ O / 40.421256°N,0.118085°O | RI-51-0008784       | Carregueu una nova foto d'aquest monument                                                                                              |
| Molí Darrer, abric I                                                       | PH 874-326 | Esquemàtic 1 figura: geomètric                  | Ares del Maestrat                                        | 40° 27′ 24″ N, 0° 07′ 33″ O / 40.456566°N,0.12597°O  | RI-51-0008785-00001 | Carregueu una nova foto d'aquest monument                                                                                              |
| Molí Darrer, abric II                                                      | PH 874-327 | Esquemàtic 1 figura: geomètric                  | Ares del Maestrat                                        | 40° 27′ 24″ N, 0° 07′ 33″ O / 40.456566°N,0.12597°O  | RI-51-0008785-00002 | Carregueu una nova foto d'aquest monument                                                                                              |
| Molí Darrer, abric III                                                     | PH 874-328 | Esquemàtic 1 figura: geomètric                  | Ares del Maestrat                                        | 40° 27′ 24″ N, 0° 07′ 33″ O / 40.456566°N,0.12597°O  | RI-51-0008785-00003 | Carregueu una nova foto d'aquest monument                                                                                              |
| Cova de Centelles, abric V                                                 | PH 874-329 | Llevantí 50 figures: antropomorfs, zoomorfs     | Albocàsser Barranc de Sant Miquel, la Valltorta          | 40° 25′ 10″ N, 0° 00′ 31″ E / 40.419341°N,0.008529°E | RI-51-0009889       | Carregueu una nova foto d'aquest monument                                                                                              |
| Racó d'en Gil                                                              | PH 874-330 | Esquemàtic 2 figures: geomètrics                | Ares del Maestrat                                        | 40° 24′ 39″ N, 0° 03′ 47″ O / 40.410829°N,0.063119°O | RI-51-0009895       | Carregueu una nova foto d'aquest monument                                                                                              |
| Racó de Gasparo                                                            | PH 874-331 | Llevantí 8 figures: antropomorfs, zoomorfs      | Ares del Maestrat                                        | 40° 24′ 39″ N, 0° 03′ 47″ O / 40.410829°N,0.063119°O | RI-51-0008787       | Carregueu una nova foto d'aquest monument                                                                                              |
| Racó de Molero                                                             | PH 874-332 | Llevantí 8 figures: antropomorfs, zoomorfs      | Ares del Maestrat                                        | 40° 25′ 15″ N, 0° 07′ 52″ O / 40.420717°N,0.131046°O | RI-51-0008783       | Carregueu una nova foto d'aquest monument                                                                                              |
| Roques del Mas de Molero, o gravats del Racó Molero                        | PH 874-333 | Esquemàtic 2 figures: geomètrics                | Ares del Maestrat                                        | 40° 25′ 15″ N, 0° 07′ 52″ O / 40.420717°N,0.131046°O | RI-51-0008786       | Carregueu una nova foto d'aquest monument                                                                                              |
| Vila-roges                                                                 | PH 874-334 | Llevantí 3 figures: antropomorfs                | Ares del Maestrat                                        | 40° 25′ 59″ N, 0° 07′ 29″ O / 40.433131°N,0.124617°O | RI-51-0009896       | Carregueu una nova foto d'aquest monument                                                                                              |
| Abric del Mas del Molí de la Cova                                          | PH 874-335 | Llevantí 3 figures: antropomorfs                | Benassal                                                 | 40° 22′ 31″ N, 0° 13′ 34″ O / 40.375255°N,0.226026°O | RI-51-0009898       | Carregueu una nova foto d'aquest monument                                                                                              |
| Caseta d'Irene                                                             | PH 874-336 | Esquemàtic 3 figures: antropomorfs              | Benassal                                                 | 40° 22′ 40″ N, 0° 13′ 16″ O / 40.377838°N,0.221198°O | RI-51-0009899       | Carregueu una nova foto d'aquest monument                                                                                              |
| Els Covarxos                                                               | PH 874-337 | Esquemàtic 4 figures: geomètrics                | Benassal                                                 | 40° 22′ 40″ N, 0° 13′ 16″ O / 40.377838°N,0.221198°O | RI-51-0008780       | Carregueu una nova foto d'aquest monument                                                                                              |
| La Roca del Migdia                                                         | PH 874-338 | Esquemàtic 4 figures: geomètrics                | Benassal                                                 | 40° 23′ 18″ N, 0° 14′ 57″ O / 40.388413°N,0.249029°O | RI-51-0009900       | Carregueu una nova foto d'aquest monument                                                                                              |
| Mas d'en Badenes, Forés de Dalt                                            | PH 874-339 | Esquemàtic 10 figures: geomètrics               | Benassal                                                 | 40° 23′ 14″ N, 0° 14′ 06″ O / 40.387175°N,0.234952°O | RI-51-0009901       | Carregueu una nova foto d'aquest monument                                                                                              |
| Cingle de l'Ermità, abric I                                                | PH 874-340 | Llevantí 5 figures: antropomorfs, zoomorfs      | Albocàsser Barranc Fondo, la Valltorta                   | 40° 23′ 56″ N, 0° 03′ 02″ E / 40.398819°N,0.050687°E | RI-51-0009875       | Carregueu una nova foto d'aquest monument                                                                                              |
| Racó de Nando                                                              | PH 874-341 | Llevantí 24 figures: antropomorfs, zoomorfs     | Benassal Riu de Montllor                                 | 40° 22′ 40″ N, 0° 13′ 16″ O / 40.377846°N,0.221209°O | RI-51-0008777       | Carregueu una nova foto d'aquest monument                                                                                              |
| Roca del Senallo                                                           | PH 874-342 | Esquemàtic 11 figures: antropomorfs, geomètrics | Benassal Riu de Montllor                                 | 40° 22′ 24″ N, 0° 13′ 30″ O / 40.373433°N,0.224921°O | RI-51-0008779       | Carregueu una nova foto d'aquest monument                                                                                              |
| Covassa de la Foieta                                                       | PH 874-343 | Esquemàtic 5 figures: geomètrics                | Culla                                                    | 40° 20′ 36″ N, 0° 10′ 19″ O / 40.343312°N,0.172002°O | RI-51-0008778       | Carregueu una nova foto d'aquest monument                                                                                              |
| Covassa del Molinell                                                       | PH 874-344 | Esquemàtic 3 figures: geomètrics                | Culla                                                    | 40° 20′ 56″ N, 0° 06′ 17″ O / 40.348842°N,0.104672°O | RI-51-0009911       | Carregueu una nova foto d'aquest monument                                                                                              |
| Abric del Mas de Barberà, o Sant Cristòfol                                 | PH 874-345 | Llevantí 10 figures: antropomorfs, zoomorfs     | Forcall Al peu de l'ermita de San Cristòfol de Saranyana | 40° 39′ 25″ N, 0° 13′ 06″ E / 40.656876°N,0.218453°E | RI-51-0009873       | Carregueu una nova foto d'aquest monument                                                                                              |
| Cova del Barranquet                                                        | PH 874-346 | Esquemàtic 3 figures: geomètrics                | Morella Morella la Vella                                 | 40° 38′ 08″ N, 0° 03′ 24″ O / 40.635629°N,0.056672°O | RI-51-0000279-00003 | Carregueu una nova foto d'aquest monument                                                                                              |
| Cova del Llepus o de la Partició                                           | PH 874-347 | Esquemàtic 4 figures: indeterminats             | Morella Morella la Vella                                 | 40° 38′ 08″ N, 0° 03′ 24″ O / 40.635629°N,0.056672°O | RI-51-0000279-00005 | Carregueu una nova foto d'aquest monument                                                                                              |
| Coveta de la Cornisa                                                       | PH 874-348 | Llevantí 3 figures: antropomorf, zoomorf        | Morella Morella la Vella                                 | 40° 38′ 25″ N, 0° 03′ 21″ O / 40.640156°N,0.055706°O | RI-51-0000279-00002 | Carregueu una nova foto d'aquest monument                                                                                              |
| Galeria Alta de la Masia                                                   | PH 874-349 | Llevantí 37 figures: antropomorfs, zoomorfs     | Morella Morella la Vella                                 | 40° 38′ 25″ N, 0° 03′ 21″ O / 40.640156°N,0.055706°O | RI-51-0000279-00001 | Carregueu una nova foto d'aquest monument                                                                                              |
| Galeria del Roure                                                          | PH 874-350 | Llevantí 28 figures: antropomorfs, zoomorfs     | Morella Morella la Vella                                 | 40° 38′ 08″ N, 0° 03′ 24″ O / 40.635629°N,0.056672°O | RI-51-0000279-00004 | Galeria del Roure (Morella) · Vegeu més fotos d'aquest monument · Carregueu una nova foto d'aquest monument                            |
| Cingle de l'Ermità, abric II                                               | PH 874-351 | Llevantí 2 figures: zoomorfs                    | Albocàsser Barranc Fondo, la Valltorta                   | 40° 23′ 56″ N, 0° 03′ 02″ E / 40.398819°N,0.050687°E | RI-51-0009876       | Carregueu una nova foto d'aquest monument                                                                                              |
| Cingle de Palanques, abric I                                               | PH 874-352 | Llevantí 29 figures: antropomorfs, zoomorfs     | Palanques                                                | 40° 43′ 18″ N, 0° 10′ 34″ O / 40.721697°N,0.176168°O | RI-51-0009912       | Carregueu una nova foto d'aquest monument                                                                                              |
| Cingle de Palanques, abric II                                              | PH 874-353 | Llevantí 6 figures: antropomorfs, zoomorfs      | Palanques                                                | 40° 43′ 18″ N, 0° 10′ 34″ O / 40.721697°N,0.176168°O | RI-51-0009913       | Carregueu una nova foto d'aquest monument                                                                                              |
| Abric de la Tenalla                                                        | PH 874-354 | Llevantí 20 figures: antropomorfs, zoomorfs     | La Pobla de Benifassà                                    | 40° 41′ 22″ N, 0° 11′ 09″ E / 40.68951°N,0.185806°E  | RI-51-0009872       | Carregueu una nova foto d'aquest monument                                                                                              |
| Cova dels Rosegadors o del Polvorí                                         | PH 874-355 | Llevantí 151 figures: antropomorfs, zoomorfs    | La Pobla de Benifassà                                    | 40° 40′ 18″ N, 0° 14′ 24″ E / 40.671529°N,0.239964°E | RI-51-0008791       | Carregueu una nova foto d'aquest monument                                                                                              |
| Covatina del Tossalet del Mas de la Rambla o del Barranc de les Carabasses | PH 874-356 | Llevantí 8 figures: antropomorfs, zoomorfs      | Vilafranca                                               | 40° 27′ 33″ N, 0° 16′ 15″ O / 40.459185°N,0.270926°O | RI-51-0008776       | Carregueu una nova foto d'aquest monument                                                                                              |
| Abric del Mas dels Ous                                                     | PH 874-357 | Llevantí 6 figures: antropomorfs, zoomorfs      | Xert                                                     | 40° 33′ 32″ N, 0° 09′ 04″ E / 40.558988°N,0.151125°E | RI-51-0009928       | Carregueu una nova foto d'aquest monument                                                                                              |
| Cova de Gargant                                                            | PH 874-358 | Esquemàtic 48 figures: geomètrics               | Xodos Mas de Gargant, barranc dels Frares                | 40° 13′ 43″ N, 0° 18′ 51″ O / 40.228727°N,0.314282°O | RI-51-0009919       | Carregueu una nova foto d'aquest monument                                                                                              |
| Abric del castell de Vilafamés                                             | PH 874-359 | Esquemàtic 79 figures: geomètrics               | Vilafamés                                                | 40° 07′ 33″ N, 0° 03′ 07″ O / 40.125923°N,0.051971°O | RI-51-0011561       | Carregueu una nova foto d'aquest monument                                                                                              |
| La Joquera                                                                 | PH 874-360 | Llevantí 3 figures: antropomorfs, zoomorfs      | Borriol                                                  | 40° 02′ 07″ N, 0° 03′ 34″ O / 40.035143°N,0.059387°O | RI-51-0009902       | Carregueu una nova foto d'aquest monument                                                                                              |
| Abric Mas dels Pérez, de la Solana o del Collao                            | PH 874-361 | Llevantí 5 figures: zoomorfs                    | Begís                                                    | 39° 53′ 39″ N, 0° 43′ 05″ O / 39.894156°N,0.718007°O | RI-51-0009897       | Carregueu una nova foto d'aquest monument                                                                                              |

Els diferents abrics de la Cova Remígia i el Cingle de la Mola Remígia formen una zona arqueològica amb el codi RI-55-0000065.